# Monaster Świętej Trójcy w Kijowie

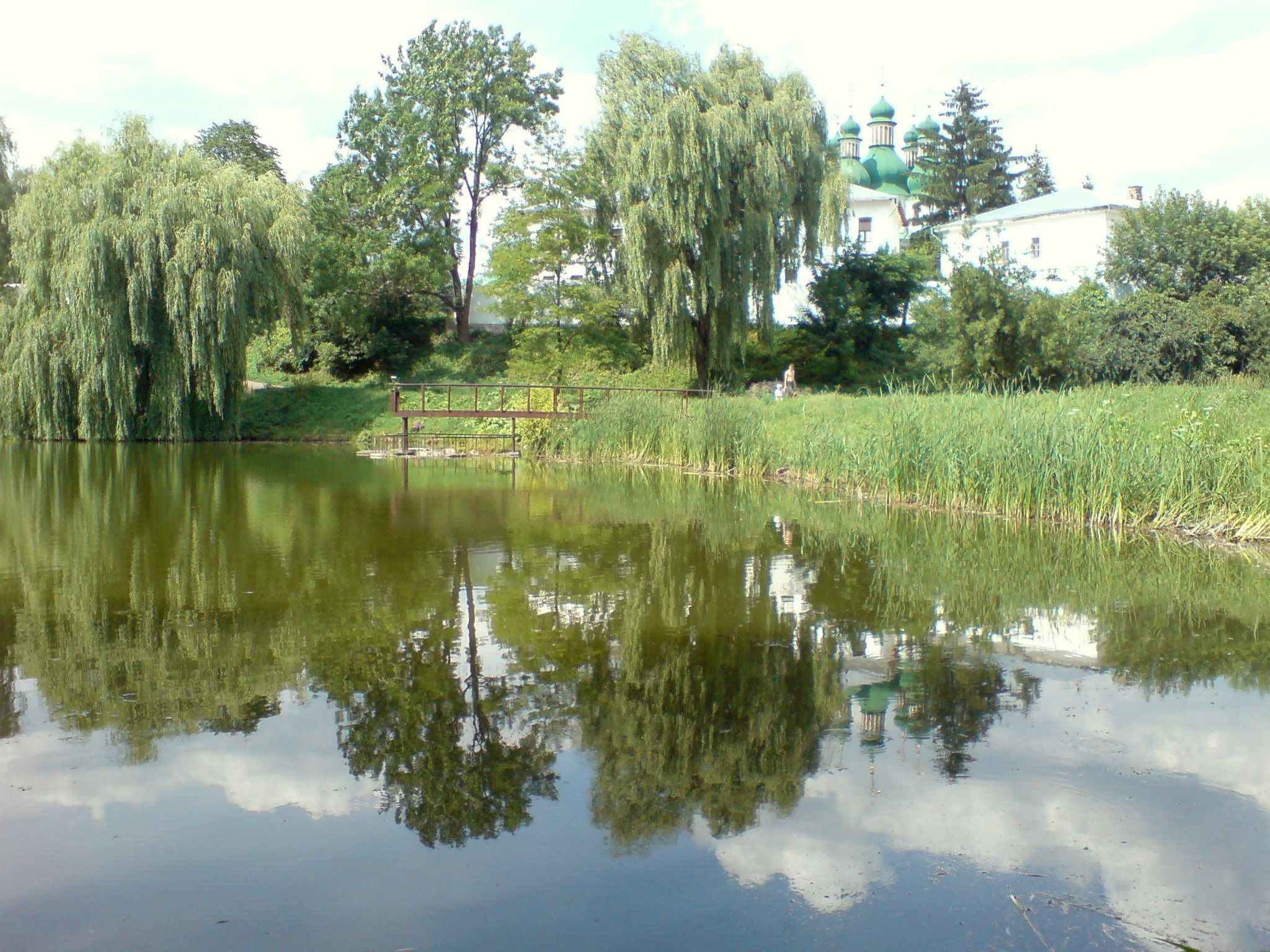

Monaster Świętej Trójcy (ukr. Свято-Троїцький монастир), Pustelnia Kitajewska (ukr. Китаївська пустинь) – prawosławny zespół klasztorny położony w Kijowie przy ul. Kitajiwskiej w obrębie Parku Narodowego „Hołosijiwski”. Istnieje od XVI w., nazywany kijowskim Athos.

## Historia
Monaster został założony przez mnichów z ławry Peczerskiej w XVI wieku. Pierwsi zakonnicy mieszkali jedynie w wykopanych samodzielnie grotach i podziemnych pomieszczeniach. W tym okresie obiekt znany był jako Pustelnia Kitajewska. Pierwsze drewniane zabudowania klasztorne i cerkiew św. Siergiusza z Radoneża zostały zbudowane dopiero w 1716, z fundacji gubernatora Kijowa Dmitrija Golicyna. Na miejscu tych obiektów, w latach 60. XVIII stulecia wzniesiono zabudowania murowane z cerkwią Świętej Trójcy. W latach 1835 i 1904 dobudowano kolejne świątynie: Dwunastu Apostołów oraz św. Serafina Sarowskiego, zaś pod koniec XIX wieku – 45-metrową dzwonnicę. Na terenie kompleksu zabudowań znajdował się również cmentarz dla mnichów. 
W 1930 na rozkaz władz stalinowskich zakonnicy musieli oddać monaster na potrzeby Instytutu Rolnictwa, a wielu z nich zostało zesłanych do łagrów. Funkcja sakralna obiektu została przywrócona dopiero po odzyskaniu niepodległości przez Ukrainę i generalnym remoncie. Obecnie zespołem opiekuje się Ukraiński Kościół Prawosławny Patriarchatu Moskiewskiego.

## Architektura
Najstarsza cześć kompleksu architektonicznego rozmieszczona jest na planie pięciokąta tworzonego przez zabudowania klasztorne i gospodarskie, z położoną w centralnym punkcie cerkwią Świętej Trójcy. Reprezentuje ona styl barokowy, posiada pięć kopuł, jest wzniesiona z białego marmuru z dachem malowanym na zielono. W bezpośrednim sąsiedztwie cerkwi zachowały się groby świętych mnichów Dosyteusza i Teofila, jak również o wiele mniejsza cerkiew Dwunastu Apostołów, także barokowa. Pierwotnie przylegała do niej zniszczona w 1930 dzwonnica, którą po 1990 zastąpiła podobna konstrukcja z drewna. 
W miarę rozwoju monasteru konieczne było wzniesienie nowych budynków mieszkalnych, tworzących nieregularny wielobok z cerkwią św. Serafina Sarowskiego. Do zabudowań klasztornych przylegają budynki starego i nowego szpitala.